# Гарвард Кримсон (баскетбол)
Гарвард Кримсон (англ. Harvard Crimson) — баскетбольная команда, представляющая Гарвардский университет в первом баскетбольном мужском дивизионе NCAA. Выступает в Лиге Плюща. Располагается в Кеймбридже (штат Массачусетс). Домашние матчи проводит в «Лавитес-павильоне». В настоящее время главным тренером Кримсон является Томи Амакер.

## Рекрутинг новых игроков и финансовая помощь
Одной из причин успешного выступления Гарвард Кримсон в 2010-х годах стало то, что в 2006 году университет поменял политику финансовой помощи игрокам. Хотя Лига Плюща запрещает выдавать спортивные стипендии, Гарвард стал применять схемы финансового поощрения, благодаря которым учебное заведение стало более доступным для студентов с низкими и средними доходами. Новая политика позволяет студентам (не только спортсменам) из семей, чей доход ниже 180 000 долларов в год платить за обучение не более 10 % от семейного дохода, а если у семьи доход ниже 60 000 долларов — получать полную стипендию. Согласно аналитику Yahoo! Sports Джею Харту:

После того, как финансовый барьер понизился, Гарвард моментально стал конкурировать с другими университетами, где дают полную стипендию— Джей Харт, Yahoo! Sports

## Участие в постсезонных турнирах

### Турнир NCAA
«Гарвард Кримсон» пять раз участвовали в турнире NCAA. Их результат в турнире — 2 победы и 6 поражений. Между первым попаданием в турни в 1946 года и следующим прошло 66 лет, что является наибольшим перерывом в истории NCAA.
| Год  | Раунд                     | Соперник          | Результат |
| ---- | ------------------------- | ----------------- | --------- |
| 1946 | Elite Eight               | Огайо Стэйт       | П 38:46   |
| 1946 | Региональное третье место | НЙЮ               | П 61:67   |
| 2012 | Второй раунд              | Вандербльт        | П 70:79   |
| 2013 | Второй раунд              | Нью-Мехико        | В 68:62   |
| 2013 | Третий раунд              | Аризона           | П 51:74   |
| 2014 | Второй раунд              | Цинциннати        | В 61-57   |
| 2014 | Третий раунд              | Мичиган Стэйт     | П 73:80   |
| 2015 | Второй раунд              | Северная Каролина | П 65:67   |

### Турнир NIT
«Кримсон» дважды участвовали в Национальном пригласительном турнире.
| Год  | Раунд        | Соперник       | Результат |
| ---- | ------------ | -------------- | --------- |
| 2011 | Первый раунд | Оклахома Стэйт | П 54:71   |
| 2018 | Первый раунд | Маркетт        | 3/14/2018 |

### Турнир CIT
«Кримсон» всего один раз участвовали в турнире CollegeInsider.com, где проиграли свою единственную игру.
| Год  | Раунд        | Соперник         | Результат |
| ---- | ------------ | ---------------- | --------- |
| 2010 | Первый раунд | Аппалачиан Стэйт | П 71:93   |

## Достижения
- Четвертьфиналист NCAA: 1946
- Участие в NCAA: 1946, 2012, 2013, 2014, 2015
- Победители регулярного чемпионата конференции: 2011, 2012, 2013, 2014, 2015